# 名和宏
名和 宏（なわ ひろし、1932年〈昭和7年〉10月16日 - 2018年〈平成30年〉6月26日）は、日本の俳優。名和 広の表記もある。本名・与縄 章（よなわ あきら）。

## 来歴
熊本県熊本市出身（出生地は広島県）。実家は能の金春流で、20歳まで能楽を学んだ。熊本県立熊本高等学校卒業。熊本大学法文学部中退。日本大学芸術学部在学中の1954年（昭和29年）、日活ニューフェース第1期として日活に入社し俳優デビュー。能楽は破門となる。『若いお巡りさん』『地底の歌』『快傑耶茶坊』等に出演。主演映画も複数あり、『地底の歌』では急速に売り出し中の石原裕次郎を押さえてポスター序列トップである（この時点で裕次郎はダブル主演待遇どまりでトップは一度もない）。石原慎太郎著『弟』によると、弟の裕次郎が日活のオーディションにいったん落ちたのは、裕次郎の顔の輪郭によく似た名和を日活が売り出していたためと書かれている。
その後、裕次郎は不動のトップ俳優として日活の一枚看板となる。名和は1957年（昭和32年）、松竹に移籍することになる。
1963年（昭和38年）、フリーとなる。以降、主に悪役として映画、テレビドラマ等で活躍。東映ヤクザ映画での憎々しい親分や組長・代貸、時代劇では『水戸黄門』などの悪代官・悪徳商人で知られる。
1973年（昭和48年）の『仁義なき戦い』では、第一部で菅原文太扮する広能昌三に射殺される呉の土居親分役を、第二部『仁義なき戦い 広島死闘篇』では、黒縁メガネを掛け別人となって広島の村岡親分役として再登場。第三部『仁義なき戦い 代理戦争』では劇中、同じ村岡親分役で白黒スチール写真で1カットのみ出演している。
悪役や色敵で知られるものの、素顔の名和は、温厚で知的な人物として広く知られている。
所属は、芸映、東企画、コモアートコーポレーション、蛭田企画を経て、フリーとなった。
高齢による体調不良等もあり、2012年より都内の介護施設に入居していた。
2018年（平成30年）6月26日午前7時32分、急性腎不全のため東京都内の病院で死去。85歳没。

## 出演作品

### 映画
- からたちの花（1954年、日活） - 五島丸の船長
- 快傑耶茶坊 前篇 流血島の鬼 （1956年、日活）- 耶茶坊
- 若いお巡りさん（1956年、日活）
- 地底の歌（1956年、日活）- 鶴田
- 男の牙（1957年、松竹） - 北村真吉
- 大東京誕生 大江戸の鐘（1958年、松竹）- 益満休之助
- 旗本愚連隊 1960年　松竹京都
- 敵は本能寺にあり（1960年、松竹） - 石田三成
- 鯉名の銀平 (1961年、大映京都)
- 第三捜査命令 (1961年、松竹)
- 長脇差忠臣蔵（1962年、大映） - 本多備前守
- 座頭市兇状旅（1963年、大映)  - 国定忠治
- 丹下左膳 (1963年、松竹)
- 忍法破り 必殺（1964年、松竹)
- 関東果し状（1965年、東映)
- 眠狂四郎勝負（1964年、大映）
- 大魔神逆襲（1966年、大映） - 松永大膳
- 博奕打ち（1967年、東映） - 木村
- 兄弟仁義 続・関東三兄弟（1967年、東映） - 大和田剛蔵
- 銭形平次（1967年、東映） - 尾関弥十郎
- 爆破3秒前（1967年、日活） - 小宮
- 黄金の野郎ども（1967年、日活） - 三島
- 博奕打ちシリーズ（東映）
  - 博奕打ち 総長賭博（1968年） - 石戸孝平（天龍一家六人衆・石田組組長・初代総長荒川の娘婿）
  - 博奕打ち 殴り込み（1968年） - 江川
- 男の勝負　白虎の鉄（1968年、東映） - 釜本伊三吉
- 男の掟（1968年、日活） - 三条
- 残侠無情（1968年、日活） - 奉天の秀
- 女浮世風呂（1968年、青山プロ） - 藤枝外記
- 怪猫呪いの沼（1968年、東映） - 黒岩主膳
- 無頼非情（1968年、日活） - 新関
- 極悪坊主（1968年、東映） - 赤間源治
- 鮮血の賭場（1968年、日活） - 人斬り弥三
- 兵隊極道（1968年、東映） - 酒巻桂馬
- 秘帳 女浮世草紙（1968年、青山プロ） - 寿海
- 人生劇場 飛車角と吉良常（1968年、東映）
- トルコ風呂 夜ごとの情熱（1968年、大蔵映画）
- 博徒列伝（1968年、東映） - 金光次郎
- 現代やくざ 与太者の掟（1969年、東映） - 拝島要一
- 前科者 縄張荒し（1969年、東映） - 南大作
- 戦後最大の賭場（1969年、東映） - 吉岡勝
- 広域暴力 流血の縄張（1969年、日活） - 陣野政吉
- 組織暴力 兄弟盃（1969年、東映）
- 緋牡丹博徒 鉄火場列伝（1969年、東映）
- 妖艶毒婦伝 お勝兇状旅（1969年、東映） - 出雲邦典
- 渡世人列伝（1969年、東映） - 手塚幸助
- 日本一のヤクザ男（1970年、東宝） - 横田
- 関東テキヤ一家 喧嘩火祭り（1971年、東映） - 槌田竜次郎
- 温泉みみず芸者（1971年、東映） - 竿師段平
- まむしの兄弟 お礼参り（1971年、東映） - 芝寅
- 女番長ブルース 牝蜂の逆襲（1971年、東映）- 志水泰一郎
- 現代ポルノ伝 先天性淫婦（1971年、東映）- 六尺褌の男
- 日本暴力団 殺しの盃（1972年、東映） - 山中
- 温泉スッポン芸者（1972年、東映） - 竿師段平
- 徳川セックス禁止令 色情大名（1972年、東映）- 小倉忠輝
- エロ将軍と二十一人の愛妾（1972年、東映）- 岩本内膳正一
- 女番長ゲリラ（1972年、東映）- 了淡
- 恐怖女子高校 女暴力教室（1972年、東映） - 群丈夫
- 子連れ狼 死に風に向う乳母車（1972年、勝プロ / 東宝） - 文句松
- 木枯し紋次郎 関わりござんせん（1972年、東映） -賭場の客
- 女番長（1973年、東映）- 坂東
- 東京-ソウル-バンコック 実録麻薬地帯（1973年、東映） - 前原
- 不良姐御伝 猪の鹿お蝶（1973年、東映）- 岩倉直蔵
- やさぐれ姐御伝 総括リンチ（1973年、東映）- 金造
- 恐怖女子高校 暴行リンチ教室（1973年、東映）- 市長
- 恐怖女子高校 不良悶絶グループ（1973年、東映） - 速水勇策
- 狂走セックス族（1973年、東映）
- やくざ対Gメン 囮（1973年、東映）
- 仁義なき戦いシリーズ（東映）
  - 仁義なき戦い（1973年） - 土居組組長・土居清
  - 仁義なき戦い 広島死闘篇（1973年） - 村岡組組長・村岡常夫
  - 仁義なき戦い 代理戦争（1973年） - 村岡組組長・村岡常夫※写真出演
  - 新仁義なき戦い（1974年） - 緒方組組長・緒方正範
- 海軍横須賀刑務所（1973年、東映） - 団野監守長
- （秘)女子短大生集団妊娠（1973年、東映）- 塩野教授
- 女医の愛欲日記（1973年、東映）
- 痴女の秘技（1973年、東映）
- 御用牙 鬼の半蔵やわ肌小判（1974年、勝プロ / 東宝）
- 直撃! 地獄拳（1974年、東映） - 親分
- 任侠花一輪（1974年、東映） - 鳴海義男
- 女番長 玉突き遊び（1974年、東映） - 八木
- 安藤組外伝 人斬り舎弟（1974年、東映）
- 脱獄広島殺人囚（1974年、東映）
- 直撃地獄拳 大逆転（1974年、東映） - ブルーノ今村
- 日本任侠道 激突篇（1975年、東映） - 萱場新兵衛
- 少林寺拳法（1975年） - 岩佐多之助
- ウルフガイ 燃えろ狼男（1975年、東映） - 真鍋敬一
- けんか空手 極真拳（1975年、東映） - 上林鉄舟
- 好色元禄㊙物語（1975年、東映）- 喜兵衛
- 資金源強奪（1975年、東映）
- 暴動島根刑務所（1975年、東映）
- 日本暴力列島 京阪神殺しの軍団（1975年、東映） - 相良八郎
- 五月みどりのかまきり夫人の告白（1975年、東映）- 松木良治
- 実録外伝 大阪電撃作戦（1976年、東映）
- くの一忍法 観音開き（1976年、東映）- 服部半蔵
- テキヤの石松（1976年、東映）- 星野信一
- 新仁義なき戦い 組長最後の日（1976年、東映） - 玄龍会会長・船田政男
- 暴力教室 （1976年、東映）- 難波周太郎
- 新宿酔いどれ番地 人斬り鉄（1977年、東映）- 柳田欣二
- 日本の仁義（1977年、東映 - 村井弘美
- ボクサー（1977年、東映）- ガラシャ
- 空手バカ一代（1977年、東映)
- 恐竜・怪鳥の伝説（1977年、東映） - 宮脇昌彦
- 最も危険な遊戯（1978年、東映セントラル） - 居郷忠司
- 堕靡泥の星 美少女狩り（1979年） - 神納康久
- トラック野郎・故郷特急便（1979年、東映） - 関根
- 動乱（1980年、東映） - 少佐
- 二百三高地（1980年、東映） - 中村覚
- 炎のごとく（1981年、東映）- 手伝い留
- ダンプ渡り鳥（1981年、東映）- 阿久津為雄
- 女猫（1983年、にっかつ） - 入鹿太郎
- 紅夜夢（1983年、にっかつ）- 後藤吉蔵
- 団鬼六 美教師地獄責め（1985年、にっかつ） - 田野倉聡
- 極道の妻たちII（1987年、東映） - 笠原弥吉
- ファンキー・モンキー・ティーチャー（1991年、東映） - 校長
- 撃てばかげろう（1991年、東映）
- 極道ステーキ3（1993年、東映Vシネマ）
- 極道物語（1993年、笠倉出版社）
- のぞき屋稼業4 外伝（1994年）
- ゴト師株式会社スペシャル 警察庁防犯課第5104号事件（1995年、パル企画） - 徳川
- 石井輝男映画魂（2010年、ワイズ出版）

### テレビドラマ
- 三匹の侍（CX）
  - 第1シリーズ 第6話「江戸無惨」（1963年）
  - 第1シリーズ 第21話「春雷有情」（1964年）
  - 第2シリーズ 第10話「愁刃有情」（1964年）
  - 第2シリーズ 第21話「静狼流転」（1965年）
  - 第3シリーズ 第1話「素浪人」（1965年）
  - 第3シリーズ 第6話「妻恋い双六」（1965年）
  - 第3シリーズ 第21話「三匹ひとり旅」（1966年）
  - 第4シリーズ 第18話「処刑」（1967年） - 森戸勘兵衛
  - 新三匹の侍 第5話「死神の鈴がきこえる」（1970年） - 光石十蔵
- 戦国群盗伝（1964年、CX / 東北新社） - 相良伝十郎
- 新選組血風録 第6話「鴨千鳥」・第8話「長州の間者」（1965年、NET / 東映） - 桂小五郎
- 大河ドラマ（NHK総合）
  - 源義経（1966年） - 鈴木重家
  - 翔ぶが如く（1990年） - 島津久徳
- キイハンター（TBS / 東映）
  - 第32話「暗殺教室」（1968年）
  - 第63話「サイコロ仁義潜入作戦」（1969年）　- 吉津組長
  - 第120話「宝石泥棒裸で御免なさい」（1970年）
  - 第131話「サイコロGメン命預けます」（1970年）
- プレイガールシリーズ （12ch / 東映）
  - プレイガール
    - 第16話「女は悪魔に首ったけ」（1969年）
    - 第176話「怪談 深幽寺の古井戸」（1973年） - 水島剛造

  - プレイガールQ 第15話「やわ肌はゲン生がお好き」（1975年） - 稲吉猛
- 水戸黄門（TBS / C.A.L）
  - 第1部 第5話「血槍の弥平 -江尻宿-」（1969年9月1日） - 黒田重蔵
  - 第2部 第29話「にせ黄門現わる -福岡-」（1971年4月12日）
  - 第6部 第30話「希望の灯 -成田-」（1975年10月20日） - 桜庭良庵
  - 第7部
    - 第14話「八兵衛殿様五万石 -横手-」（1976年8月23日） - 栗山主膳
    - 第30話「おふくろさまは山びこ -上田-」（1976年12月13日） - 高石内蔵介

  - 第8部 第10話「命賭ける時 -名古屋-」（1977年9月19日） - 守山兵庫
  - 第9部 第13話「黄門様の泥棒ごっこ -長岡-」（1978年10月30日） - 小曽根左近
  - 第10部 第12話「身ぐるみ剥がれた御老公 -津-」（1979年10月29日） - 須藤定憲
  - 第12部 第2話「頑固くらべて悪退治 -八王子-」（1981年9月7日） - 戸田和泉守
  - 第13部
    - 第2話「大爆破! 恐怖の狼谷 -小田原-」（1982年10月25日） - 山崎屋藤蔵
    - 第26話「六十余周は日本晴れ -鹿児島・水戸-」（1983年4月11日） - 二階堂次兵衛

  - 第14部 - 藤江左京
    - 第1話「水戸黄門 -水戸・江戸-」（1983年10月31日）
    - 第8話「陰謀砕いた薪能 -盛岡-」（1983年12月19日）

  - 第15部 第14話「めざす敵は仁術医者 -浜田-」（1985年4月29日） - 滝川蘭山
  - 第16部
    - 第17話「正義が運んだ七里飛脚 -松江-」（1986年8月18日） - 田沢兵庫
    - 第27話「陰謀暴いた男の友情 -久保田-」（1986年10月27日） - 神岡主膳

  - 第17部
    - 第4話「謎の紫頭巾 -諏訪-」（1987年9月21日） - 尾関作兵衛
    - 第16話「命がけの母娘再会 -宇和島-」（1987年12月14日） - 原田外記

  - 第18部 - 有賀監物
    - 第1話「水戸黄門 -水戸・江戸-」（1988年9月12日）
    - 第17話「暗雲払う破邪の剣 -平戸-」（1989年1月9日）

  - 第19部 第2話「老公狙う大爆発 -岩城-」（1989年10月2日） - 松賀典膳
  - 第20部
    - 第16話「男意気地の博多節 -福岡-」（1991年2月25日） - 沼尻九郎兵衛
    - 第27話「銘酒守った身代り花嫁 -広島-」（1991年5月13日） - 亀屋甚助
    - 第41話「悪を蹴散らす競べ馬 -八戸-」（1991年8月19日） - 有賀兵庫

  - 第21部
    - 第8話「河豚に当った黄門様 -長府-」（1992年5月25日） - 松浦屋源兵衛
    - 第21話「身ぐるみ剥がれた黄門様 -伊丹-」（1992年8月24日） - 播磨屋

  - 第22部
    - 第2話「旅のはじめの鬼退治 -佐倉-」（1993年5月24日） - 佐治藤左衛門
    - 第20話「酔いどれ十手が悪を絶つ -小倉-」（1993年9月27日） - 押尾玄蕃
    - 第29話「世継ぎを狙う毒の罠 -高田-」（1993年11月29日） - 栗山主膳

  - 第23部 第14話「母を慕った逃亡者 -敦賀-」（1994年11月7日） - 黒畑四郎兵ヱ
  - かげろう忍法帖 第1話「水戸黄門外伝 かげろう忍法帖 -大和・郡山-」（1995年5月22日） - 黒柳監物
  - 第24部 - 堂園弾正
    - 第1話「水戸黄門 -水戸・江戸-」（1995年9月11日）
    - 第14話「波乱万丈! 薩摩の対決 -鹿児島-」（1995年12月18日）
- 五人の野武士 第22話「陰謀」（1969年、NTV / 三船プロ） - 諸星大膳
- あゝ忠臣蔵（1969年、KTV / 東映） - 清水一学
- 素浪人 花山大吉 第59話「女ごころに弱かった」（1970年、NET / 東映） - 伊庭継之助
- 燃えよ剣（1970年、NET / 東映） - 芹沢鴨
- 銭形平次 第232話「足を洗った女」（1970年、CX / 東映） - 万造
- 徳川おんな絵巻 第9話「新入り女中大活躍」・第10話「女と男の決闘」（1970年、KTV / 東映） - 島津斉興
- 半七捕物帳（1971年 - 1972年、NET / 東映） ※平幹二朗版セミレギュラー
- 清水次郎長 第48話「石松なぜ死んだ」・第49話「石松かたきは討ったぞ」（1972年、CX /  東映・タケワキプロ） - 都鳥の吉兵衛
- さすらいの狼 第7話「竜と峠とじゃのめ傘」（1972年、NET / 東映）
- 世なおし奉行 第22話「油地獄の娘」（1972年、NET / 東映）
- 旗本退屈男（NET / 東映） 
  - 第4話「天下の嶮も物ならず」（1973年） - 大熊
  - 第22話「潮風に紅い血が騒ぐ」（1974年）
- 右門捕物帖 第8話「姉妹花」（1974年、NET / 東映）
- 唖侍 鬼一法眼 第19話「賞金受取人」（1974年、NTV / 勝プロ） - 池上鉄斉
- バーディー大作戦 第15話「北極へ向かって大追跡!」・第16話「大雪渓 殺人ドライブ」（1974年、TBS / 東映）
- 座頭市物語 第7話「市に鳥がとまった」（1974年、CX / 勝プロ） - 島田甚左衛門
- 大岡越前（TBS / C.A.L）
  - 第4部 第3話「男やもめに花が咲く」（1974年10月21日） - 玄辰
  - 第6部
    - 第2話「辻斬り三葉葵」（1982年3月15日） - 浦神長九郎
    - 第32話「越前への挑戦状」（1982年10月11日） - 塚本雪斎

  - 第8部 第3話「殺しの依頼は能面の女」（1984年7月30日） - 唐津武太夫
  - 第9部 第1話、第2話「天下を狙った魔性の女」（1985年10月28日、11月4日） - 高野左仲
  - 第10部 第1話、第2話「匂い袋に隠された殺意」（1988年2月29日、3月7日）- 新川屋徳蔵
  - 第11部 第1話、第2話「吉宗暗殺の野望」（1990年4月23、30日） - 玄海屋喜兵衛
  - 第12部 第6話「能面の女が雇った刺客」（1991年11月18日） - 織田武太夫
  - 第13部 第1話、第2話「世継ぎを狙う卍の謎」（1992年11月16、23日） - 摂津屋
- 剣と風と子守唄 第11話「父娘の十字架」（1975年、NTV / 三船プロ） - 稲部将監
- 大江戸捜査網（12ch / 三船プロ）
  - 第213話「火花散る隠密七変化」（1975年） - 脇坂左馬之助
  - 第347話「海女が秘めた海底の罠」（1978年） - 加賀
- 痛快! 河内山宗俊（CX / 勝プロ）
  - 第1話「一世一代の大芝居」（1975年）
  - 第13話「鯉が命の子守唄」（1975年）
- 伝七捕物帳 第85話 「恋の飛脚は東海道」（1975年、NTV / ユニオン映画） - 熊造
- 新・座頭市（CX / 勝プロ）
  - 第1シリーズ 第7話「わらべ唄が聞える」（1976年）
  - 第2シリーズ 第13話「忠治を売った女」（1978年） - 勘蔵
- 前略おふくろ様 第2シリーズ 第10話（1976年、NTV） - 中川
- 桃太郎侍（NTV / 東映） ※高橋英樹版
  - 第31話「宵宮に消えた神輿」（1977年） - 堀近江守
  - 第104話「月の出の母子唄」（1978年） - 母里大炊頭
  - 第127話「あらくれ女大学」（1979年） - 石橋右京亮
  - 第151話「白い肌に御用心」（1979年） - 三浦左近
  - 第211話「バクチが教えた商人根性」（1980年） - 本多美濃守
  - 第214話「その喧嘩俺が買った!」（1980年） - 土屋豊前守
  - 第223話「娘剣法一番勝負」（1981年） - 井関玄蕃
  - 第239話「恋って奴ァむずかしい!」（1981年） - 細川越中守
  - 第256話「人生、グチあり笑いあり」（1981年） - 富樫図書
- 江戸を斬る（TBS / C.A.L）
  - III 第10話「恐怖の辻斬り」（1977年） - 中根勘十郎
  - IV 第20話「地獄に落ちた悪い奴」（1979年） - 玉川良庵
  - V 第21話「姿なき脅迫者」（1980年） - 佐兵衛
  - VI
    - 第1話「捕物小町初手柄」（1981年2月16日） - 青山修理
    - 第17話「おゆきに惚れたいい男」（1981年6月8日） - 白河別当

  - VII （1987年） - 伊豆屋金兵衛
    - 第1話「江戸を斬る」
    - 第2話「桜吹雪が悪を裁く」

  - VIII（1994年） - 鳥居耀蔵
- 新・必殺仕置人 第8話「裏切無用」（1977年、ABC / 松竹） - 闇の重六
- 人形佐七捕物帳 第7話「十手嵐の晴祝言」（1977年、ANB / 東映） - 吉五郎
- 破れ奉行 第30話「必殺!琉球おんな拳法」（1977年、テレビ朝日 / 中村プロ） - 栗林典膳
- 江戸の鷹 御用部屋犯科帖 第8話「廃虚の街に鷹が飛ぶ」（1978年、ANB / 三船プロ）
- 暴れん坊将軍（ANB / 東映）
  - 吉宗評判記 暴れん坊将軍
    - 第44話「鮮血! 拝領の剣」（1978年） - 安藤播磨
    - 第60話「太陽だけが知っていた」（1979年） - 中原甲斐
    - 第98話「狼の里から来た娘」（1980年） - 大槌屋伝兵衛
    - 第127話「狼の里に罠を張れ！」（1980年）- 伊賀上左門
    - 第142話「年の暮 新さん巷の煤払い」（1980年） - 安倍紋太夫
    - 第165話「誰がための親不孝」（1981年） - 蜂屋左門
    - 第196話「何故に悲しき相合傘」（1982年） - 後藤志摩守

  - 暴れん坊将軍II
    - 第17話「花嫁学校 討入り前夜!」（1983年） - 酒井長門守
    - 第59話「日本一のゴマすり茶坊主」（1984年） - 榊原玄蕃頭
    - 第83話「赤い蹴出しの火消し志願!」（1984年） - 今川丹波
    - 第102話「春風に消えた恋女房」（1985年） - 亀井主水正
    - 第122話「花のお江戸で嫁とるだ!」（1985年） - 嶋屋仁左衛門
    - 第150話「吉宗危うし、消えた御神刀!」（1986年） - 橋爪大和守
    - 第173話「謀叛人の娘」（1986年） - 周防屋重兵衛

  - 暴れん坊将軍III
    - 第36話「恋と喧嘩のイダ天街道」（1988年） - 青山勘解由
    - 第63話「散るは望郷はぐれ花!」（1989年） - 丁字屋徳兵衛
    - 第104話「花咲ける忠臣一代!」（1990年） - 田渕修理之介

  - 暴れん坊将軍IV
    - 第14話「恋の細道、通りゃんせ!」（1991年） - 大和田甲斐守

  - 暴れん坊将軍VI
    - 第38話「名探偵! 新井白石」（1995年） - 萩原近江守
- 長七郎天下ご免!（テレビ朝日）
  - 第51話「影が狙った振り袖剣法」（1980年） - 陸奥屋五郎蔵
  - 第65話「鬼っ子江戸を走る!」（1981年） - 内藤豊後守
  - 第91話「泣いて笑った 火の玉母ちゃん」（1981年） - 曽根織部
- ミラクルガール 第10話「砂浜に燃えた女の性」（1980年、12ch / 東映） - 高内
- 大激闘マッドポリス'80 第10話「処刑儀式」（1980年、ANB / 東映） - 吹上正義
- 非情のライセンス 第3シリーズ 第10話「兇悪の標的・ガラスの女」（1980年、ANB / 東映） - 工藤
- 服部半蔵 影の軍団 第24話「戦慄! 処女のいけにえ」（1980年、KTV / 東映） - 松木無膳
- 御宿かわせみ 第9話「女がひとり」（1980年、NHK）
- 旅がらす事件帖 第19話「道中奉行を殺せ!」（1981年、KTV） - 板倉兵庫
- ザ・ハングマン（ABC / 松竹芸能）
  - ザ・ハングマン 燃える事件簿 第15話「おもちゃの首の恨み唄」（1981年） - 殿村
  - ザ・ハングマンII 第9話「仮病の悪 大手術いびり出し作戦」（1982年） - 松宮軍造
  - 新ハングマン 第1話「令嬢を情婦に堕した悪徳署長」（1983年） - 井上
  - ザ・ハングマン4 第23話「美人レジが金塊密輸の手先にされる」（1985年） - 黒川
  - ザ・ハングマンV 第27話「マイホームの夢が消えて解散!!」（1986年） - 三宅
  - ハングマンGOGO 第16話「緊急指令・本日限りデ解散セヨ!」 （1987年） - 大東
- 西部警察 第108話「時効成立9分前」（1981年、ANB / 石原プロ） - 吉村実
- 西部警察 PART-III 第11話「狙撃」（1983年、ANB / 石原プロ）- 西岡
- 時代劇スペシャル 清水次郎長「筑波おろし・義侠の仇討」（1983年、CX）- 黒駒の勝蔵
- 遠山の金さん（ANB）※高橋英樹版 第1シリーズ 第97話「男運の悪い美女が二人!」（1984年） - 堀田主膳
- 長七郎江戸日記（NTV）
  - 第1シリーズ
    - 第19話「裏切り御免」（1984年） - 堂前景成
    - 第35話「さむらい瓦版」（1987年） - 本郷能登守

  - 第2シリーズ 第23話「苦死を落とした女」（1988年） - 谷田部兵部
- 影の軍団 幕末編 第1話「ヤンキー娘の大冒険」（1985年、KTV / 東映） - 渡海屋重兵衛
- ふぞろいの林檎たちII 第10話「星座はなんですか?」（1985年、TBS） - 大物ヤクザ・西岡
- 月曜ドラマランド（CX）
  - 仮面の忍者 赤影（1985年、テレパック） - 織田信長
  - 宇宙少女モルモ10分の1（1987年、共同テレビ） - 角田鋼三
- 若大将天下ご免!（ANB / 東映）
  - 第11話「片思い酔いどれ弁慶!」（1987年） - 宗方修理亮
  - 第30話「てんてん手鞠は殺しの道具!」（1987年） - 永井播摩守
- 名奉行 遠山の金さん （ANB / 東映）
  - 第1シリーズ 第14話「危険なつっぱり娘」（1988年） - 工藤玄斎
  - 第3シリーズ 第12話「説教強盗の女」（1990年） - 備前屋
- 奇妙な出来事 第8話「危険な賭」（1989年、CX / 共同テレビ）
- お江戸捕物日記 照姫七変化 第8話「丁半!もろ肌脱ぎ!」（1990年、CX / 東映） - 間島土佐守
- 女忍かげろう組（NTV / オフィス・ヘンミ）
  - 妖艶時代劇スペシャル 女忍かげろう組（1990年4月7日） - 千々岩屋伍兵衛
  - 水曜グランドロマン 女忍かげろう組<弐>（1990年9月26日） - 郷坂掃部
  - 時代劇スペシャル 女忍かげろう組<参>（1991年12月28日） - 西浦屋儀兵衛
- 大激闘! 四匹の用心棒（1990年、テレビ朝日 / 東映） - 松五郎
- また又・三匹が斬る! 第1話「姫君の、御毒見役三匹参上!」（1991年、ANB / 東映） - 堀田主水
- 裏刑事-URADEKA- 第10話「目撃者殺し! 女弁護士に黒い影」（1992年、ABC / 松竹芸能）
- 月曜ドラマスペシャル（TBS）
  - 北大路欣也 芸能生活35周年記念「忠治旅日記 悪代官をたたっ斬り 無宿渡世の旅に出た 激烈! 青年国定忠治」（1992年2月24日） - 島の大八
  - 湯けむり仲居純情日記II（1993年）
- プレイガール'92 嵐をよぶハイレグ軍団 黒真珠殺人事件（1992年、TX / 東映）
- 闇を斬る! 大江戸犯科帳 第18話「闇に咲く花」（1993年、NTV / ユニオン映画） - 滝川景之
- 織田信長（1994年、TX / 東映） - 今川義元
- 静かなるドン 第5話「総長の天国と地獄」（1994年、NTV / 光和インターナショナル）
- 江戸の用心棒II 第1話「命を賭けた鬼与力」（1995年10月17日、NTV / ユニオン映画） - 牧野静山

### バラエティ
- タイムショック（テレビ朝日）
- クイズ面白ゼミナール（NHK）
- 天才・たけしの元気が出るテレビ!!（NTV）